# Gerrit Visscher
Gerrit Visscher (7 januari 1959, Elburg) is een Nederlands voormalig voetballer die van 1980 tot 1987 uitkwam voor PEC Zwolle. Hij speelde als middenvelder. En werd later actief als assistent-trainer bij ESC 1.

## Statistieken
| Seizoen | Club            | Land      | Competitie     | Wed. | Goals |
| ------- | --------------- | --------- | -------------- | ---- | ----- |
| 1980/81 | PEC Zwolle      | Nederland | Eredivisie     | 10   | 0     |
| 1981/82 | PEC Zwolle      | Nederland | Eredivisie     | 21   | 0     |
| 1982/83 | PEC Zwolle '82  | Nederland | Eredivisie     | 32   | 1     |
| 1983/84 | PEC Zwolle '82  | Nederland | Eredivisie     | 30   | 4     |
| 1984/85 | PEC Zwolle '82  | Nederland | Eredivisie     | 0    | 0     |
| 1984/85 | → sc Heerenveen | Nederland | Eerste divisie | –    | –     |
| 1985/86 | PEC Zwolle '82  | Nederland | Eerste divisie | –    | –     |
| 1986/87 | PEC Zwolle '82  | Nederland | Eredivisie     | 5    | 0     |
| 1988/89 | sc Heerenveen   | Nederland | Eerste divisie | –    | –     |
| Totaal  | Totaal          | Totaal    | Totaal         | 189  | 1     |